# Oscularia primiverna
Oscularia primiverna är en isörtsväxtart som först beskrevs av L. Bol., och fick sitt nu gällande namn av H.E.K. Hartmann. Oscularia primiverna ingår i släktet Oscularia och familjen isörtsväxter. Inga underarter finns listade i Catalogue of Life.